# FK Nioman Grodno
FK Nioman Grodno este o echipă de fotbal din Grodno, Belarus.

## Foste denumiri
- «Neman» (1964 -1971)
- «Khimik» (1972-1992)
- «Neman» (1993-1998)
- «Neman-Belkard» (1999-2001)
- «Neman» (din 2002)

## Palmares
- Prima Ligă Bielorusă
  - Finalist (1): 2002

- Cupa Belarusului
  - Câștigător (1): 1993
  - Finalist (1): 2011

## Neman în Europa
Din decembrie 2008.
| Seazon                      | Competiție          | Rundă |         | Club             | Acasă | Deplasare |
| --------------------------- | ------------------- | ----- | ------- | ---------------- | ----- | --------- |
| Cupa Cupelor UEFA 1993-1994 | Cupa Cupelor UEFA   | Q     | Elveția | AC Lugano        | 2-1   | 0-5       |
| Cupa UEFA 2003-2004         | Cupa UEFA           | Q     | România | Steaua București | 1-1   | 0-0       |
| Cupa UEFA Intertoto 2005    | Cupa UEFA Intertoto | 1R    | Cehia   | Tescoma Zlin     | 0-1   | 0-0       |

## Jucători notabili
- Aleksandr Prohorov
- Sergei Gurenko
- Dzmitry Rawneyka
- Alyaksandr Sulima